# Rekenboek van Rienck Hemmema

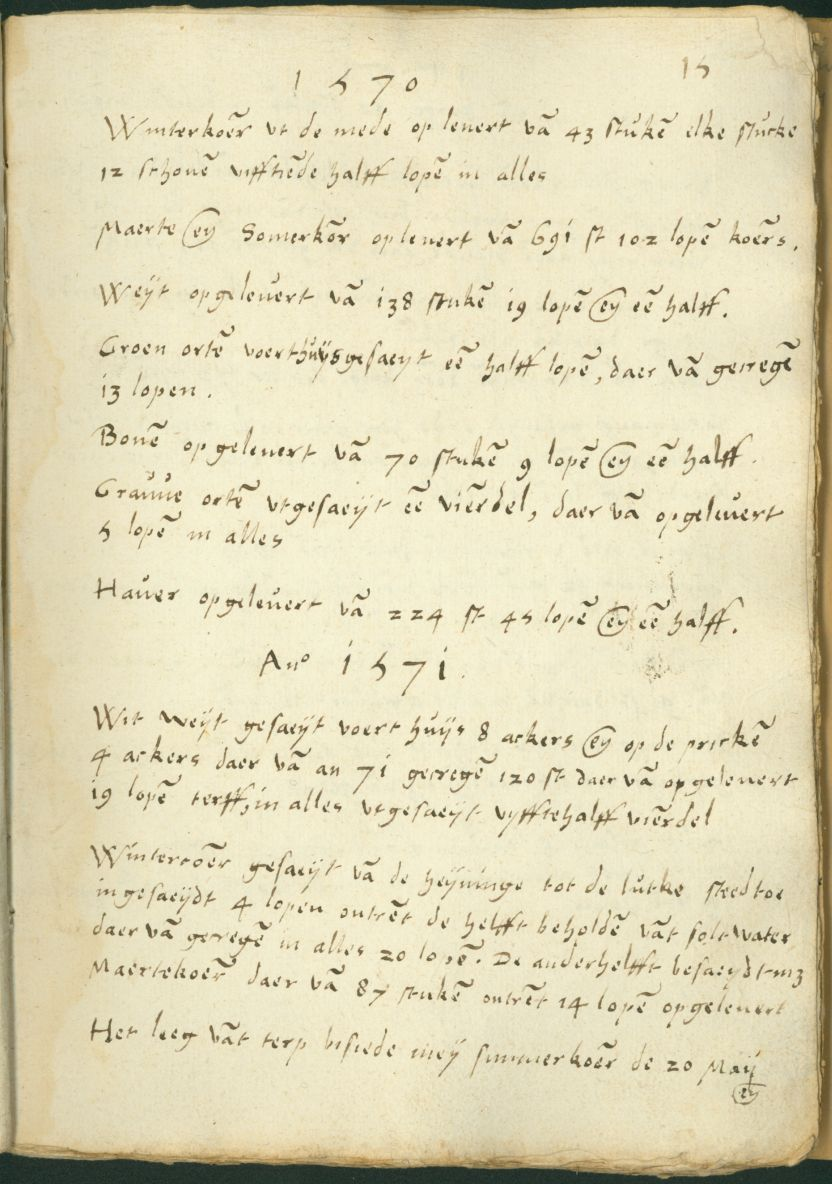
Een bladzijde uit het rekenboek

Het rekenboek van Rienck Hemmema is een historisch kasboek over een 16e-eeuwse boerderij in Friesland dat in 2008 werd opgenomen in de Canon van Friesland.
De schrijver, Rienck Hemmema  was een adellijke boer, met personeel, uit het Friese Hitzum. Tussen 1569 en 1573 hield hij een kasboek bij waarin hij de kosten, opbrengsten en werkzaamheden op zijn boerderij bijhield. Zo'n uitgebreide administratie is uitzonderlijk voor deze periode. In zijn kasboek schreef hij vaak in het Fries, soms in het Nederlands en af en toe zelfs in het Latijn. Ook belangrijke gebeurtenissen in zijn familie noteerde hij.
Het rekenboek geeft een beeld van hoe geavanceerd en efficiënt de landbouw in Friesland destijds al was en hoe deze voorop liep op de rest van Europa. De landbouw vormde zo een van de fundamenten voor de economische voorspoed in de Gouden Eeuw die zou volgen.
1. ↑  https://geschiedenis-winkel.nl/p/friese-edelen-hun-kapitaal-en-boerderijen-in-de-vijftiende-en-zestiende-eeuw/